# Kočevje
Kočevje (německy Gotschee) je město na řece Rinža v jižním Slovinsku, správní centrum občiny Kočevje. Žije v něm okolo 8 000 obyvatel.

## Historie

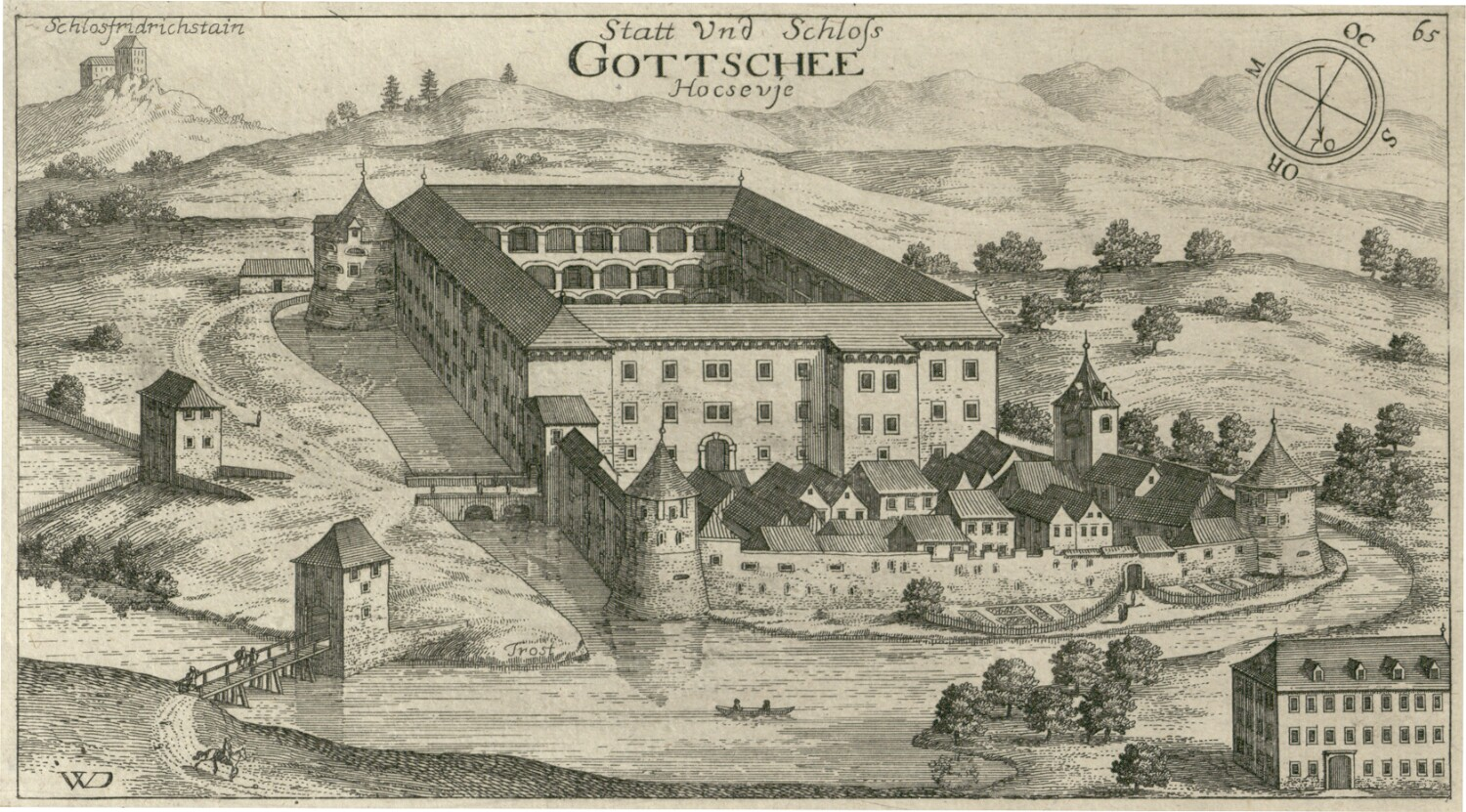
Zámek a město, ilustrace z Dějin Kraňska J. V. Valvasora (1689)

První písemná zmínka o obci pochází z roku 1339 pod jménem Mahovnik, roku 1362 se připomíná akvilejský šlechtic Lodovico della Torre, který zde postavil vodní hrad, v renesanci přestavěný na zámek. V roce 1471 Kočevje dostalo městská práva. Později se jmenovalo Hvojčevje podle chvojí, což si němečtí kolonisté upravili na Gottschee, z toho vznikl současný název. Místní Němci hovořili dialektem Göttscheabarisch. 
V roce 1809 zde proběhlo ozbrojené povstání proti okupaci Kraňska napoleonskými vojáky. zdevastovaný a opuštěný zámek chátral, až byl koncem 19. století zbořen. Roku 1893 byla do města přivedena železnice. 
Za druhé světové války bylo město obsazeno italskou armádou a většina místních Němců odešla do Říše. Po válce byly v okolí zmasakrovány tisíce příslušníků kolaborantské Slovinské domobrany.

## Památky

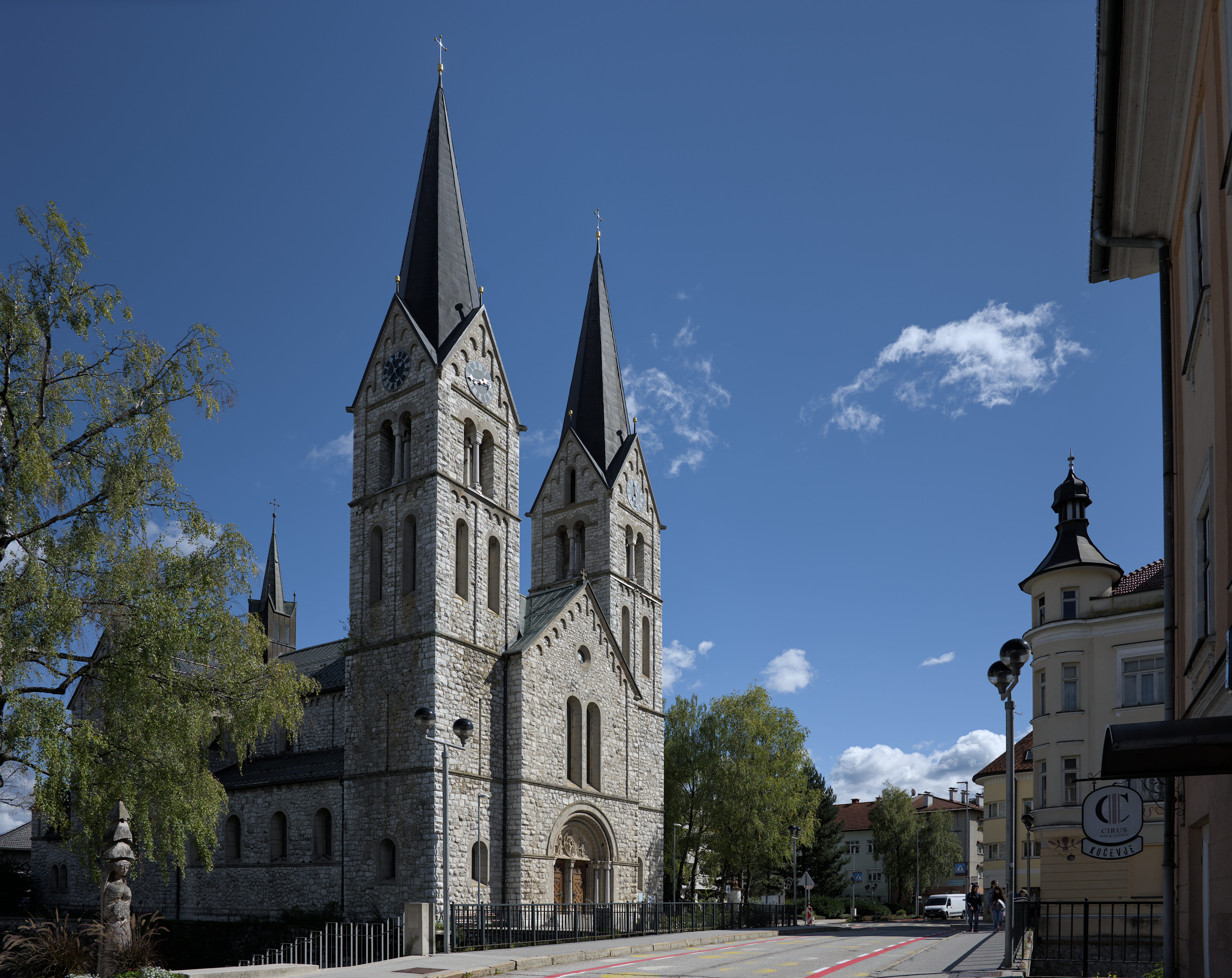
Kostel sv. Bartoloměje, Floriána a Šebestiána

- Římskokatolický kostel svatého Bartoloměje (slovinsky Cerkov svetego Jerneja), novorománská stavba z roku 1903, projektoval architekt F. F. von Schmidt, stojí na místě gotického chrámu téhož patrona, připiomínaného již roku 1336; hlavní památka města
- Kostel Božího Těla, gotického původu (připomínaný roku 1481), přestavěný v barokním slohu
- Oblastní muzeum (Pokrajinsky muzej), sídlí v Šeškově domě místní sokolské jednoty z roku 1936
- hrad Fridrihštajn
- Most přes řeku Rinžu - založen roku 1843, po povodních a válečných škodách postaven znovu ve 20. století
- Kočevské jezero
- krasová planina Kočevski Rog
- budova reálného gymnázia z 19. století

Místní obyvatelé se často živili jako podomní obchodníci, toto povolání získalo podle města označení „kočebr“.

## Slavní rodáci
- Ferdinand Augustin Hallerstein (1895-1963) - jezuitský astronom, matematik a misionář v Číně
- Bohumil Južnič (1895-1963) - průmyslový výtvarník a designér, naturalizovaný v Praze